# Rosslyn (metropolitana di Washington)
Rosslyn è una stazione della metropolitana di Washington, situata sul tratto comune delle linee blu, arancione e argento, di cui è la prima stazione comune. Si trova ad Arlington, in Virginia, nel quartiere di Rosslyn; è situata dalla parte opposta del Potomac rispetto a Georgetown.
È stata inaugurata il 1º luglio 1977, contestualmente all'apertura della linea blu.
La stazione è servita da autobus dei sistemi Metrobus (anch'esso gestito dalla WMATA), Arlington Transit e Loudoun County Commuter Bus, nonché dal DC Circulator.